# Helmet for My Pillow
Helmet for My Pillow è un romanzo autobiografico scritto dal Marine e scrittore Robert Leckie e pubblicato per la prima volta nel 1957. Il libro è stato utilizzato, assieme ad altri due testi, come base per la miniserie televisiva The Pacific, andata in onda nel 2010.
Il libro racconta in modo dettagliato le esperienze di Leckie nel Corpo dei Marines, dal suo arruolamento a Parris Island passando per Guadalcanal, il periodo di riposo in Australia, le giungle di Capo Gloucester ed infine Peleliu, dove venne ferito ed evacuato. Esso inizia con una dedica a una certa Vera, la quale dice "Cara Vera siamo in un'isola sconosciuta nel cuore del Pacifico, con migliaia di giapponesi che ci tengono svegli giorno e notte...".
La dedica è a Vera Keller. La donna che divenne la moglie di Robert Leckie.